# Gruppspelet av Copa Libertadores 1960
Gruppspelet av Copa Libertadores 1960 spelades mellan sex lag uppdelade från 19 april till 15 maj 1960. Lagen delades in i tre grupper där gruppsegraren gick vidare till andra omgången av turneringen. San Lorenzo från Argentina, Peñarol från Uruguay och Millonarios från Colombia kvalificerade sig ur sina respektive grupper.

## Deltagande lag
San Lorenzo
 Bahia
 Jorge Wilstermann
 Peñarol
 Universidad de Chile
 Millonarios

## Grupp A
| Lag         | S | V | O | F | GM | IM | MS | P |
| ----------- | - | - | - | - | -- | -- | -- | - |
| San Lorenzo | 2 | 1 | 0 | 1 | 5  | 3  | +2 | 2 |
| Bahia       | 2 | 1 | 0 | 1 | 3  | 5  | −2 | 2 |

### San Lorenzo mot Bahia
| A1 | 20 april | Palacio Ducó000 Buenos Aires, Argentina000 |

|                       | San Lorenzo | 3 – 0 | Bahia |  |
| Rossi Ruiz Sanfilippo |             |       |       |  |
|                       |             |       |       |  |

|  |  |  |

| Domare: Esteban Marino (Uruguay) | Publik: 10 000 |  |

### Bahia mot San Lorenzo
| A2 | 3 maj | Estádio Fonte Nova000 Salvador, Brasilien000 |

|                        | Bahia | 3 – 2      | San Lorenzo |  |
| Carlitos Flavio Marito |       | Sanfilippo |             |  |
|                        |       |            |             |  |

|  |  |  |

| Domare: Eustasio Catebeke (Paraguay) | Publik: 18 000 |  |

## Grupp B
| Lag               | S | V | O | F | GM | IM | MS | P |
| ----------------- | - | - | - | - | -- | -- | -- | - |
| Peñarol           | 2 | 1 | 1 | 0 | 8  | 2  | +6 | 3 |
| Jorge Wilstermann | 2 | 0 | 1 | 1 | 2  | 8  | −6 | 1 |

### Peñarol mot Jorge Wilstermann
| B1 | 19 april | Estadio Centenario000 Montevideo, Uruguay000 |

|                                                        | Peñarol | 7 – 1        | Jorge Wilstermann |  |
| Borges 13′, 27′ Cubilla 20′ Spencer 35′, 58′, 67′, 90′ | (4 – 0) | Alcólcer 49′ |                   |  |
|                                                        |         |              |                   |  |

|  |  |  |

| Domare: Carlos Robles (Chile) | Publik: 35 000 |  |

### Jorge Wilstermann mot Peñarol
| B2 | 30 april | Estadio Hernando Siles000 La Paz, Bolivia000 |

|            | Jorge Wilstermann | 1 – 1       | Peñarol |  |
| García 55′ | (0 – 1)           | Cubilla 43′ |         |  |
|            |                   |             |         |  |

|  |  |  |

| Domare: José Luis Praddaude (Argentina) | Publik: 30 000 |  |

## Grupp C
| Lag                  | S | V | O | F | GM | IM | MS | P |
| -------------------- | - | - | - | - | -- | -- | -- | - |
| Millonarios          | 2 | 2 | 0 | 0 | 7  | 0  | +7 | 4 |
| Universidad de Chile | 2 | 0 | 0 | 2 | 0  | 7  | −7 | 0 |

### Universidad de Chile mot Millonarios
| C1 | 8 maj | Estadio Nacional000 Santiago, Chile000 |

|  | Universidad de Chile | 0 – 6                          | Millonarios |  |
|  |                      | Klinger Pizarro Micheli Larraz |             |  |
|  |                      |                                |             |  |

|  |  |  |

| Domare: Juan Carlos Armental (Uruguay) | Publik: 18 000 |  |

### Millonarios mot Universidad de Chile
| C2 | 15 maj | Estadio El Campín000 Bogotá, Colombia000 |

|         | Millonarios | 1 – 0 | Universidad de Chile |  |
| Micheli |             |       |                      |  |
|         |             |       |                      |  |

|  |  |  |

| Domare: Juan Carlos Armental (Uruguay) | Publik: 25 000 |  |